# Центральная музыкальная школа
Центральная музыкальная школа — Академия исполнительского искусства — детская специальная музыкальная школа с одиннадцатилетним курсом обучения. Обучение идет как по музыкальным специальностям, так и по общеобразовательным предметам. Создана в 1935 году на базе основанного в 1932 году Детского отделения Московской консерватории.

## История
- 1932 год — в Московской государственной консерватории имени Чайковского создается Детское отделение для подготовки учеников к поступлению в высшие музыкальные учебные заведения. Инициаторами выступили профессор Александр Борисович Гольденвейзер и директор консерватории Станислав Теофилович Шацкий. Организована Особая детская группа для особо одаренных детей (около 15 человек).
- 1935 год — по постановлению Правительства СССР Детское отделение Московской консерватории переименовано в Центральную музыкальную школу при Московской консерватории. Особая детская группа интегрируется в школьную систему. Школа переводится в двухэтажное здание рядом с Московской консерваторией. В школе проводятся как музыкальные занятия, так и общеобразовательные — по программе средних школ.
- 1941 год — из-за Великой Отечественной войны в августе Центральная музыкальная школа эвакуируется в Пензу. Педагоги и ученики размещается в здании художественного училища, занятия проходят в помещении Детской музыкальной школы № 1 г. Пензы.
- 1943 год — в октябре ЦМШ возвращается в Москву. Школа въезжает в новое типовое четырёхэтажное здание, построенное недалеко от Московской консерватории.
- 1954 год — в ЦМШ открылось теоретико-композиторское отделение.
- 1960-е годы — открытие Интерната в дореволюционном особняке рядом с ЦМШ. Появляется возможность учиться в школе детям со всех концов Советского Союза.
- 1979 год — ЦМШ закрывается на капитальный ремонт, переводится в соседнее здание. В начале следующего года возвращается на старое место.
- 1987 год — здание Центральной музыкальной школы признается аварийным и непригодным для занятий. Осенью этого же года ЦМШ и интернат переводятся на Бульвар Генерала Карбышева, дом 15, корпус 3 (станция метро «Октябрьское поле») в типовое пятиэтажное школьное здание, неприспособленное для одновременного обучения музыке и общеобразовательным предметам. Интернат располагается в этом же здании на втором этаже (прозван учащимися «козлятником»), в нем отсутствуют репетитории (комнаты с фортепиано, где можно самостоятельно репетировать музыкальные произведения). Период реконструкции старого здания составил 18 лет.
- 2005 год — в январе реконструкция здания ЦМШ завершена полностью. Центральная музыкальная школа вернулась на своё прежнее место в полностью оборудованное всем необходимым для занятий музыкой здание. Официальное открытие обновленной школы состоялось 21 марта при участии министра культуры Александра Соколова и его предшественника Михаила Швыдкого[1]. Весной того же года возвращается на своё место и интернат[2].

## ЦМШ сегодня
В Центральной музыкальной школе размещены четыре концертных зала:
- Концертный зал (238 мест, на сцене три концертных рояля «Steinway»)

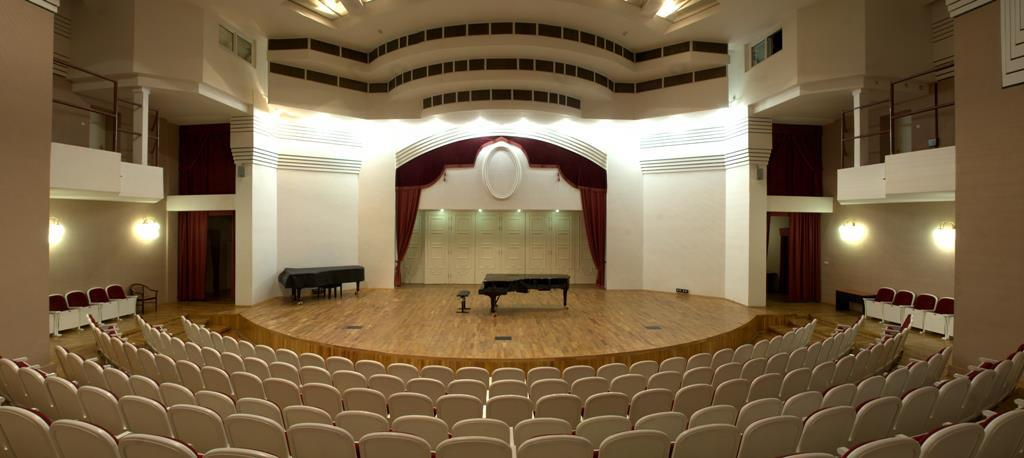
Концертный зал ЦМШ

- Камерный зал (128 мест, на сцене два концертных рояля «Steinway»)
- Концертный зал «На Кисловке» (100 мест, на сцене два концертных рояля «Yamaha» и орган «Koot Haarlem»)

Классы ЦМШ оборудованы современной звукоизоляцией, в большинстве стоят концертные рояли «Steinway». Функционируют библиотека и фонотека.
В здании школы работают столовая и кафетерий.
Школа проводит обучение по специальностям:
- фортепиано;
- скрипка;
- альт;
- виолончель;
- контрабас;
- арфа;
- деревянные и медные духовые инструменты;
- ударные музыкальные инструменты;
- композиция.

Открыты филиалы в Калининграде, Кемерово и Владивостоке

## Известные педагоги
См. Категория:Преподаватели Центральной музыкальной школы

## Известные выпускники
См. Категория:Выпускники Центральной музыкальной школы

## Директора[3]
- Васильева Ираида Васильевна (1935—1937)
- Портнова Анна Владимировна (1937—1943)
- Соколов Владислав Геннадиевич (1943—1944)
- Ширинский Василий Петрович (1944—1950)
- Розанов Виктор Алексеевич (1950—1954)
- Анастасьев Михаил Николаевич (1954—1958)
- Уткин Юрий Федорович (1958—1961)
- Кальянов Стефан Тимофеевич (1961—1967)
- Прийменко Татьяна Александровна (1969—1979)
- Смоляков Борис Георгиевич (1967—1969)
- Анастасьев Михаил Николаевич (1969—1972)
- Курдюмов Михаил Васильевич (1972—1974)
- Быканов Анатолий Дмитриевич (1974—1980)
- Бельченко Валентин Сергеевич (1980—2000)
- Усанов Сергей Александрович (2000—2002)
- Якупов Александр Николаевич (2002—2011)
- Овчинников Владимир Павлович (2011—2016)
- Пясецкий, Валерий Владимирович (с 2016 по настоящее время)

## Награды
- Орден «За заслуги в культуре и искусстве» (10 февраля 2025 года) — за вклад в развитие отечественной культуры и искусства, многолетнюю плодотворную деятельность[4].